# Tahokov

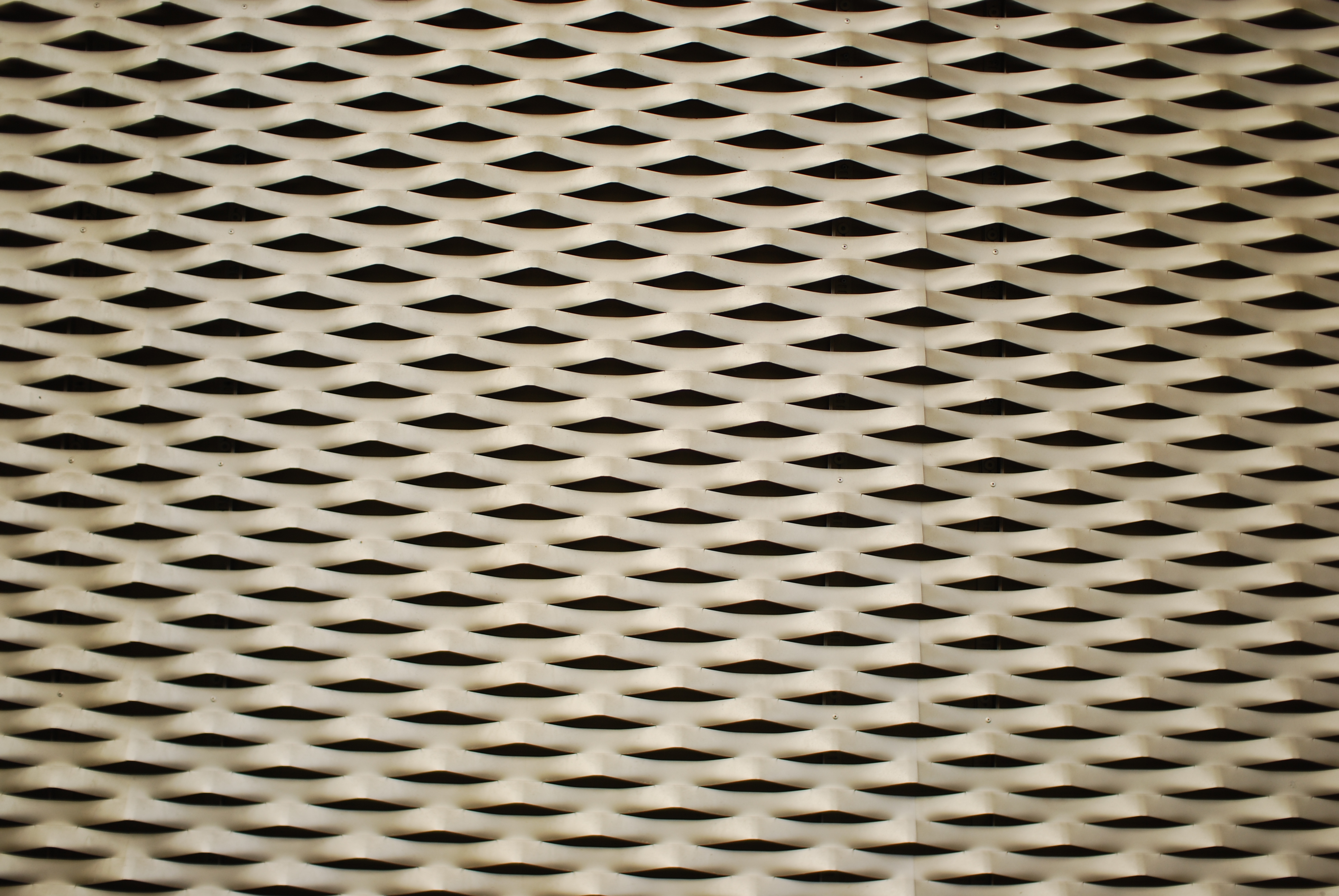
Tahokov

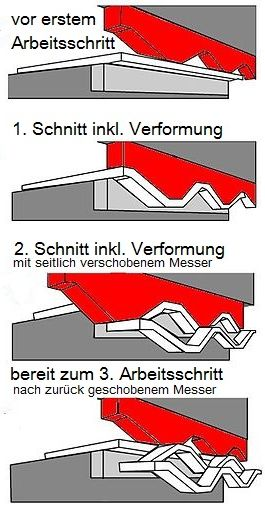
Princip výroby tahokovu

Tahokov je kovový materiál vhodný zejména pro stavební a strojírenský průmysl (třídiče, síta, průmyslová oplocení, schodišťové stupně a plošiny, ocelové rošty, ochranné mřížky proti ptactvu a hmyzu, filtrace atp.).
Využívá se také jako architektonický prvek, převážně jako kovové fasády a podhledy nebo jako výplně zábradlí a plotů.
Materiály, ze kterých je tahokov standardně vyráběn jsou běžná ocel, hliník a nerez (lze jej vyrábět i z mědi, duralu, titanu a plastu). Principem výroby je tzv. „tahostřih“ – tabule plechu je nastřižena a následně protažena. V tomto procesu nevzniká téměř žádná ztráta materiálu a síto je vždy větší a lehčí než použitý vstupní materiál.

## Historie
Materiál se v České republice začal vyrábět ve Frýdku-Místku ve Válcovnách plechu v 60. letech 20. století jako důlní pažina pro okolní černouhelné doly. V současnosti se nejvíce využívá v různých odvětvích průmyslu a v architektuře.

## Dělení podle výroby
- běžně rovnané
- dodatečně rovnané
- válcovaný tahokov – vhodná a cenově výhodná náhrada děrovaného plechu
- s povrchovou úpravou žárovým zinkováním

## Dělení podle balení
- v tabulích
- ve svitcích (role)
- obstřižený na přesné rozměry